# 扎波里日亚 (梅利托波尔区)
扎波里日亚（烏克蘭語：Запоріжжя）是位於烏克蘭東南部的村莊，由扎波羅熱州梅利托波爾區的新烏斯佩尼夫卡市鎮負責管轄。該村始建於1924年，面積1.05平方公里，2001年人口656，人口密度每平方公里624.8人。